# Municipio de Östra Göinge
El municipio de Östra Göinge (en sueco: Östra Göinge kommun) es un municipio de Escania, la provincia más austral de Suecia. Su sede se encuentra en la localidad de Broby. El municipio actual se formó en 1974 cuando los antiguos municipios de Broby, Glimåkra, Hjärsås y Knislinge se fusionaron.

## Geografía
El municipio de Östra Göinge es parte de Göinge, una región en el norte de Escania que limita con las provincias de Småland y Blekinge. El paisaje es suavemente ondulado y densamente arbolado con árboles caducifolios y coníferos, intercalados con áreas abiertas de tierras agrícolas planas y fértiles. A pesar de que este es un paisaje típico del norte de Escania, la abundancia de pequeños grupos de bosque, arroyos sinuosos y grandes lagos, lo hacen similar a la provincia de Småland. El río Helgeån atraviesa el municipio y ofrece amplias oportunidades para la pesca.

## Localidades
Hay 8 áreas urbanas (tätort) en el municipio:
| # | Tätort    | Población |
| - | --------- | --------- |
| 1 | Knislinge | 3,016     |
| 2 | Broby     | 2,931     |
| 3 | Glimåkra  | 1,483     |
| 4 | Sibbhult  | 1,383     |
| 5 | Hanaskog  | 1,316     |
| 6 | Immeln    | 291       |
| 7 | Hjärsås   | 233       |
| 8 | Östanå    | 221       |